# Radnice – Andělská kolej
Radnice – Andělská kolej je dům čp. 16/I, stojící na nároží náměstí Franze Kafky a Kaprovy ulice. Jeho nadzemní část je novostavbou radnice z let 1926–1928. Podzemní část, situovaná pod chodníkem jeho vstupní partie, je od roku 1958 zapsána jako kulturní památka. Její románská architektura je v současné době asi z poloviny překrytá instalací Muzea Franze Kafky, hlavní síň je do prohlídkové trasy muzea začleněna bez větších změn.

## Historie bourání
Dům společně se sousedními domy čp. 15, čp. 17 a čp. 18 stál při jižní uliční čáře úzké Mikulášské uličky. Byl podle schváleného plánu asanace staré Prahy v letech 1908–1911 zbourán. Věstník Klubu za starou Prahu nazval svou zprávu titulem Nejstarší obytný dům v Praze byl zbytečně zbořen. Stav dochování středověkého zdiva a architektonických článků třípodlažního domu i sousedního objektu vzbudil zaslouženou pozornost odborníků i veřejnosti již během odkrývání zdiva, ale bourací práce se přes protesty Klubu za starou Prahu a dalších staromilců nezastavily. Pražský magistrát pouze najal pro dokumentaci prací fotografa Jana Kříženeckého (1868–1921), který zhotovil nejméně pětačtyřicet fotografií a stavebně historického průzkumu se ujali architekt Kamil Hilbert a historik umění, univerzitní profesor Karel Chytil, kteří výsledky své práce publikovali hned následující rok.

## Od středověku do asanace

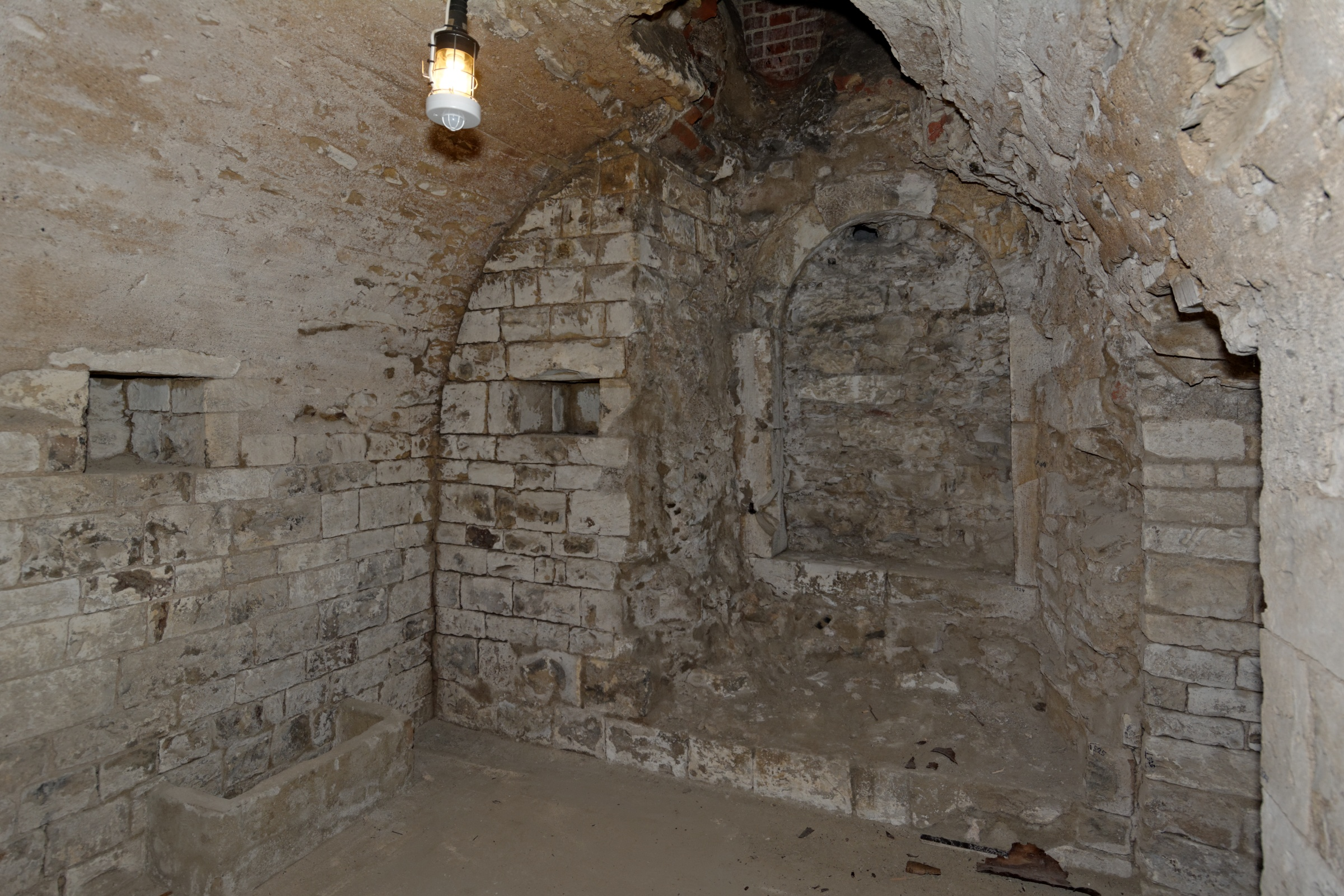
Andělská kolej:ostění s oknem a schodiště

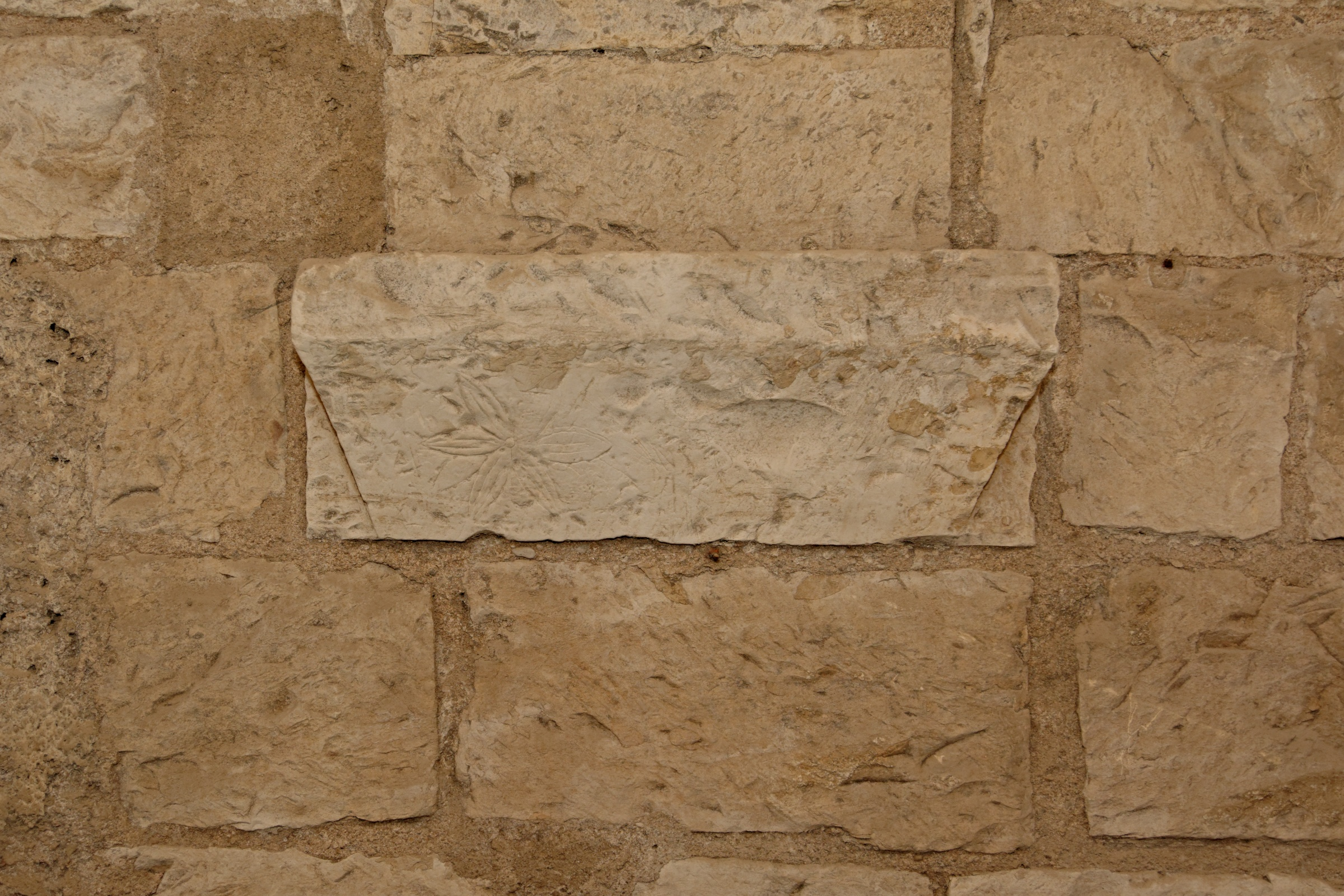
Andělská kolej: kvádříkové zdivo a článek s rytou rozetou

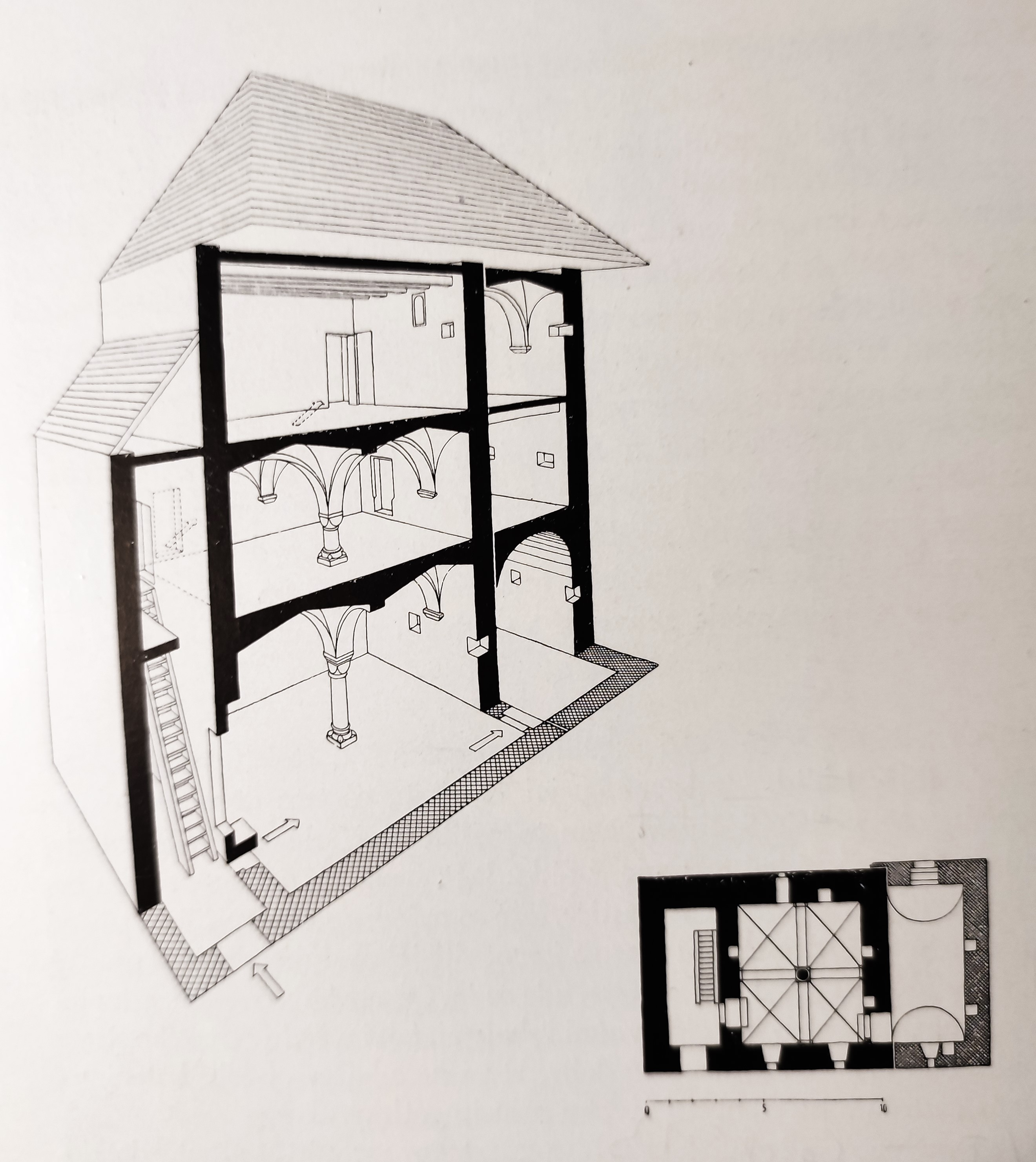
Rekonstrukce domu kolem roku 1180

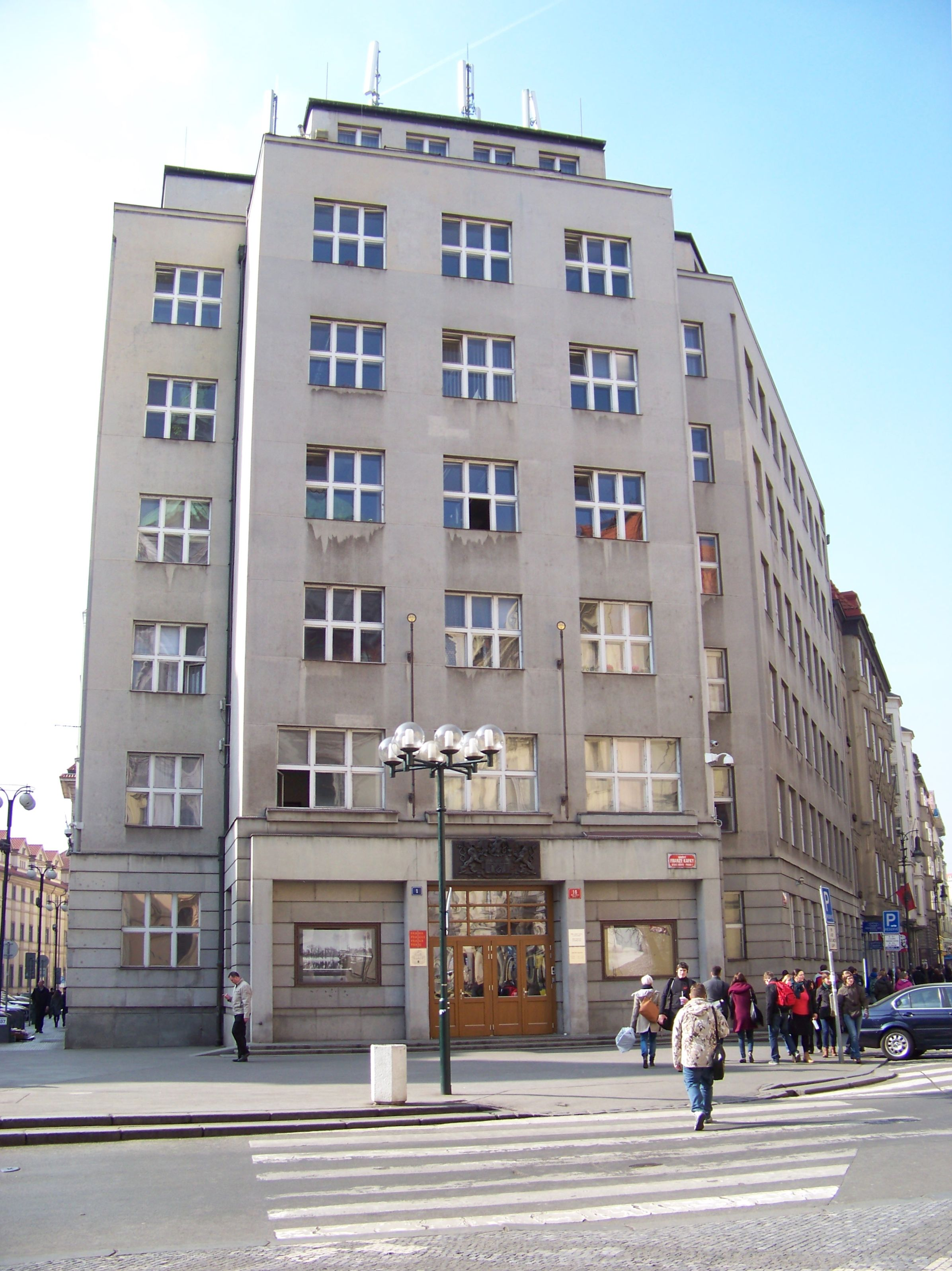
Budova radnice, Andělská kolej zasahovala až k bíle vyznačenému přechodu ulice

Dochované přízemí (nyní suterén) mělo dvě prostory, hlavní a vedlejší síň.
- Hlavní síň má přibližně čtvercový půdorys, po jednom schodu se z předsíně vstupuje portálovou nikou s polokruhovým záklenkem. Výška vstupu kolem 155 centimetrů dosvědčuje obyvatele malého vzrůstu. Další menší nika sloužila jako odkládací místo. Dvě malá čtvercová okénka mají rozměry přibližně 50 x 50 centimetrů. Místnost je sklenutá čtyřmi poli křížové klenby bez žeber, s pasy, svedenými do středního sloupku. Sloupek má elegantní základnu (bazi) s nárožními drápky, na ní válcový dřík, dole profilovaný oblounem a výžlabkem a nahoře kubickou hlavici se čtyřmi hladkými zaoblenými štítky. Ve stěně se dochovala jedna plochá přípora klenebního pasu s rytým motivem  pětilisté rozety.
- Úzká vedlejší síň má valenou klenbu s otisky prken po šalování.

- První a druhé patro domu byly zbořeny. První patro mělo obvodové zdivo románské, k tomu lehce zahrocené oblouky ostění dveří z doby rané gotiky druhé poloviny 13. a první třetiny 14. století, klenby jeho síně byly žebrové, dochované fragmenty žeber mají hruškový profil. Dochoval se také svorník s erbovním štítkem, helmem a přikryvadly[5] Štitek měl erb původně malovaný, takže se nedochoval. Nejstarší zprávy ve staroměstských archivních pramenechh k tomuto domu chybějí. Místopis zaznamenává tento dům až kolem roku 1344, kdy jej po svém příchodu do Prahy získal tehdejší písař krále Jana Lucemburského Jan IX. ze Středy, pozdější kancléř Karla IV. a biskup litomyšlský i olomoucký. Po něm dům obýval Mistr koleje Všech svatých pražské univerzity, Vincenc Nidek ze Zhořelce, a jak bylo tehdy zvykem, bydlel v něm se studenty. Svým testamentem dům odkázal kapitule Všech svatých na Pražském hradě a univerzitní koleji.[6] V majetku univerzity zůstal dům, přes všechny peripetie, až do 19. století.

## Novostavba
Současná budova (chronologicky) třetí budovy radnice pražského magistrátu byla postavena téměř dvě desetiletí po ukončení projektu asanace staré Prahy, v jehož rámci byl dosud třípodlažní středověký dům Andělské koleje ze dvou třetin zbořen a zůstal pouze současný suterén. V architektonické soutěži pražského magistrátu zvítězil a byl realizován projekt na (v pořadí třetí) budovu radnice mezi ulicemi Žateckou a Kaprovou, podmínkou bylo zachování náměstí. 
Zbořeniště zůstalo pusté, hned v roce 1911 byly zamítnuty projekty Kamila Hilberta, Josefa Chochola i Ludvíka Čížka., kdy se začal realizovat vítězný návrh na třetí budovu staroměstské radnice podle projektu architektů Vladimíra Ježka a Oktáva Koutského, jež prováděl stavitel František Strnad. Začlenění zbytků románské stavby nebylo uspokojivě vyřešeno. Sloužily jako sklep a sklad, až do roku 1995 byly jen příležitostně ukazovány zájemcům o historii a turistům. Později byly prostory znovu zdokumentovány, fragmenty architektonických článků přemístěny do depozitáře a podlahy i stěny zčásti včleněny do nové expozice Svět Franze Kafky. Umístění muzea do této budovy bylo zdůvodněno tím, že Kafka bydlel v protějším domě v Mikulášské čp. 8/I, kde nezůstalo nic autentického.  Expozice není muzeem Franze Kafky.